# Aula Régia

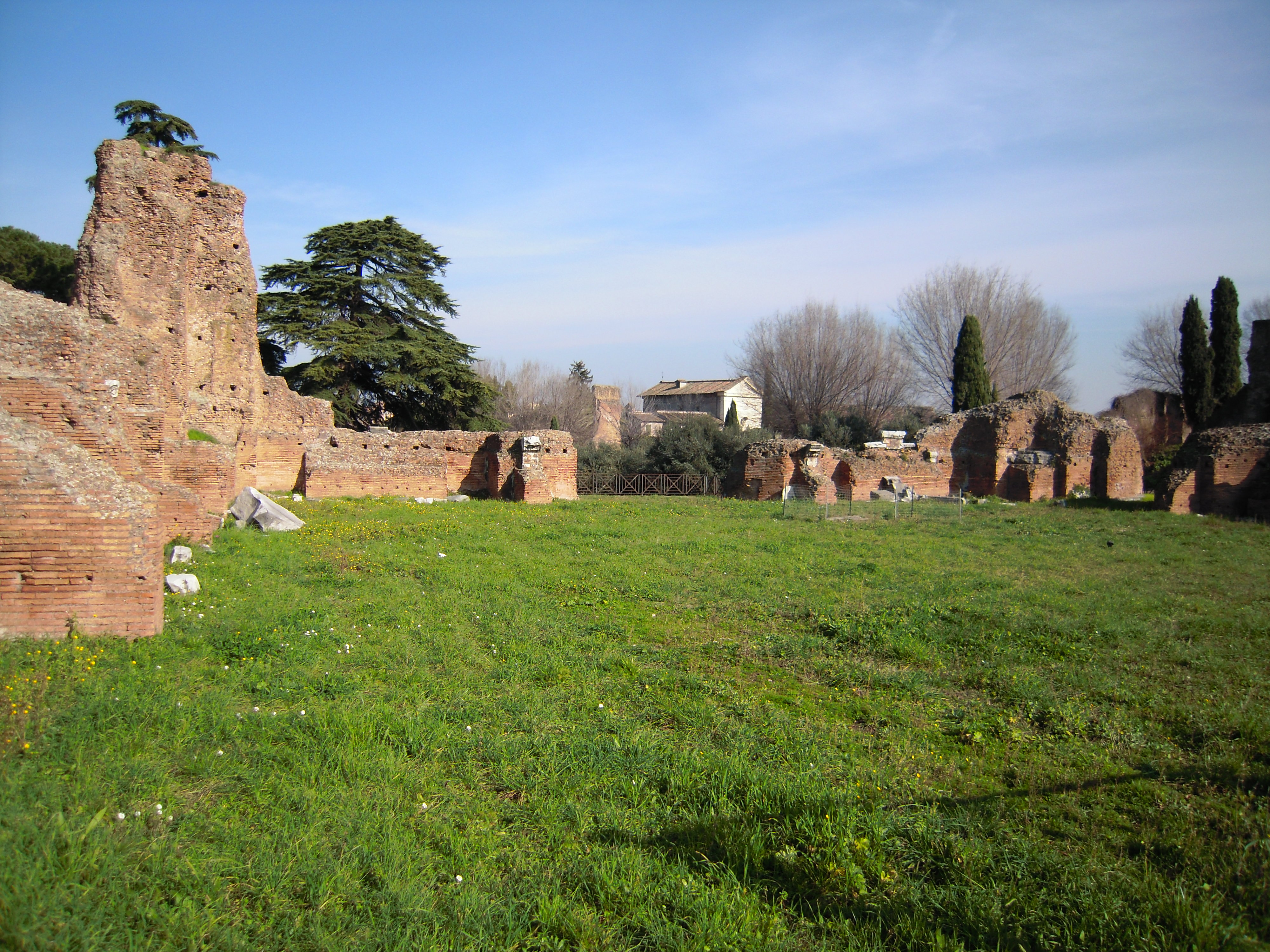
Vista da Aula Régia atualmente. No fundo, o grande portal norte que dava para a "Área Palatina". À distância, a igreja de San Sebastiano al Palatino.

Sala Régia, amplamente conhecida como Aula Régia em latim: Aula Regia), era a grande sala de representação real (sala do trono) do Palácio Flávio (Domus Flavia), uma seção do Palácio de Domiciano (Domus Augustana) no monte Palatino, no rione Campitelli de Roma. Acredita-se atualmente que todo o complexo palaciano cobria uma área de 49 000 m2

## História
A sala do trono fazia parte do enorme complexo do Palácio Augustano, cujas obras começaram pouco depois do grande incêndio de Roma de 64 d.C.. As obras continuaram sob a direção do arquiteto Rabírio (a partir de 81, ano da ascensão de Domiciano) e foram concluídas em 92.
O primeiro imperador a morar no novo palácio foi Nero. Depois dele foi a vez de Galba, que mandou instalar na primeira Aula Régia, a anterior à reconstrução de Domiciano, uma árvore genealógica que o tornava um descendente de Júpiter.
Vespasiano, depois de ser aclamado imperador em 1 de julho de 69 (o "ano dos quatro imperadores"), quando chegou em Roma em 70, preferiu morar nos Jardins Salustianos, frequentando pouco o palácio no Palatino, considerando-o pouco mais do que um outro lugar público de Roma aberto ao povo romano. Por outro lado, seu filho mais novo Domiciano, com apenas 18 anos em 69, passou a viver no palácio. Conta-se também que o poderoso general Caio Licínio Muciano, poderoso aliado de Vespasiano no momento de sua ascensão, também viveu ali para servir como tutor dos filhos do novo imperador.

## Descrição da estrutura

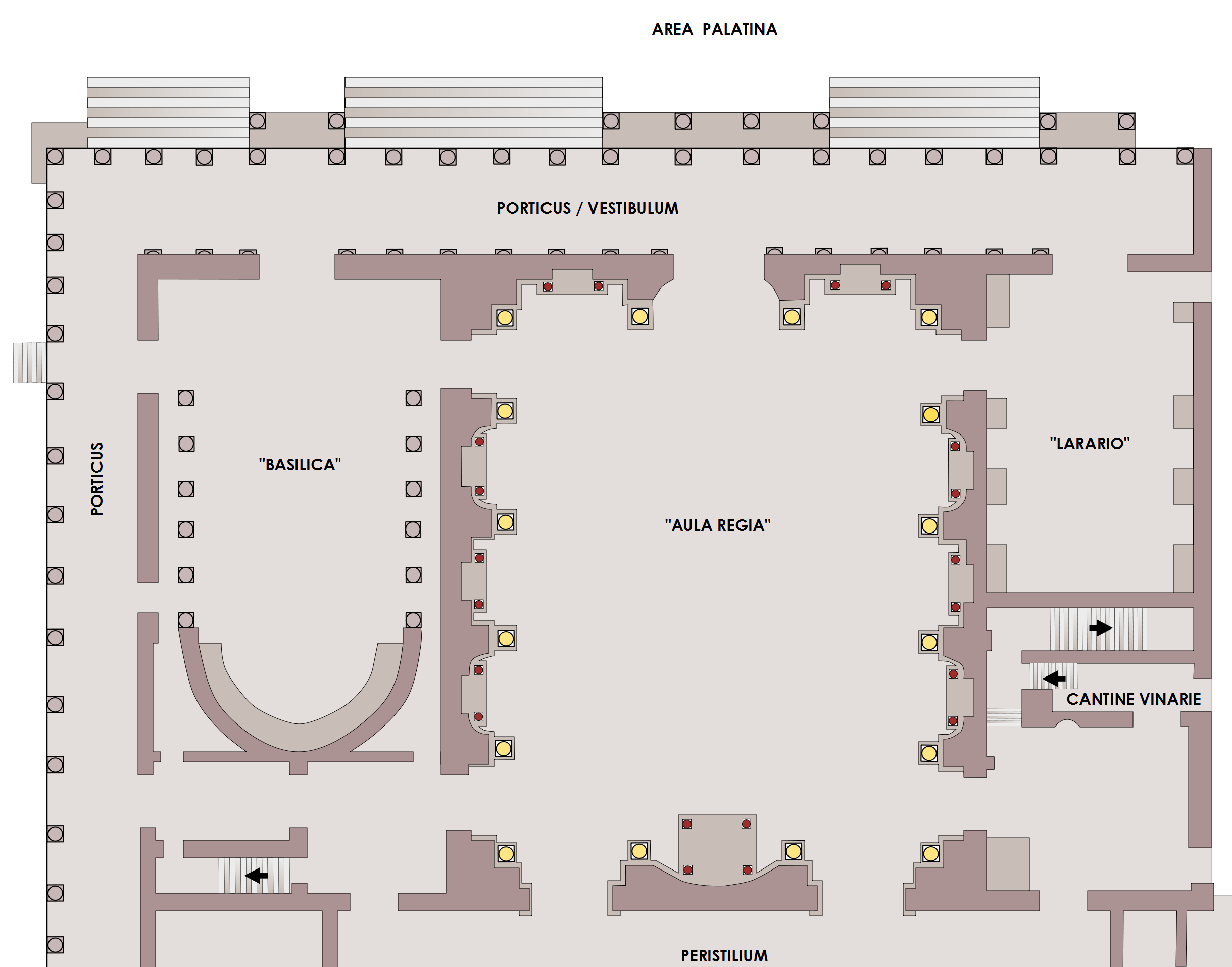
Diagrama da Aula Régia e de suas salas laterais.

A construção da Aula Régia foi iniciada ainda no tempo de Nero, mas foi reprojatada e completada sob os Flávios. O nome tradicional remonta à época das escavações do século XVIII no Palatino. Ela servia como entrada para a parte pública do Palácio Augustano, conhecida como Palácio Flávio. Era um ambiente muito amplo e elevado que media 1 286 m2 (41 x 34 metros) com 31,67 metros de altura.
Nas paredes dos lados longos estavam seis nichos de topo curvo flanqueados por colunas de pórfiro sustentando um frontão. Estas edículas estavam à toda volta inseridas numa colunata, projetadas e elevadas sobre um pódio, e cujas colunas eram em mármore giallo antico e pavonazetto, com capitéis em mármore de Carrara, o mesmo dos pedestais. No interior de cada nicho estavam estátuas colossais em mármore verde em estilo "barroco" flávio (cerca de 3,9 metros de altura), duas das quais representando Hércules e Baco. Elas foram descobertas no século XVIII e hoje estão no Museu Arqueológico Nacional de Parma.
Ali estavam, além de uma primeira ordem de colunas, um segundo e, talvez, um terceiro (através dos quais entravam os raios do sol para iluminar o ambiente inteiro), tamanha era a altura do ambiente. A cobertura da Aula era provavelmente plana, com vigas ou, mais provavelmente, com treliças de madeira ao invés de caixotões por causa da grande extensão da sala e da pouca espessura das paredes.
As decorações em estuque, as pinturas e os belos mármores que provavelmente tornavam o ambiente impressionante não sobreviveram. Ficava ali um afresco com vitórias aladas e pilhas de armas que comemoravam a vitórias de Domiciano na Germânia. O piso eram opus sectile e as paredes eram revestidas de mármores coloridos em grandes lajes, em intársia ou esculpidas, ao passo que todo o teto era recoberto por afrescos.
Na fachada sul da Aula Régia estavam duas portas que davam para um peristilo com um fonte octogonal no centro. Entre estas duas portas, no interior, estava uma abside em arco onde ficava o trono ou a estátua de Júpiter Tonante. Do outro lado havia apenas uma porta central numa fachada de frente para uma praça conhecida como "Área Palatina", citada nas fontes antigas. A sala contava ainda com um pódio elevado no alto de alguns degraus que envolve todo o edifício. Dos lados da Aula estavam dois recintos: a chamada "Basílica" com uma abside, piso em opus sectile na esquerda, provavelmente utilizada para a administração da justiça, e o "Larário" com um tribunal ao fundo onde ficava o "Colosso Palatino", a estátua colossal do imperador, à direita. Segundo muitos estudiosos, a aparência da Aula Régia estaria representada num sestércio cunhado por Domiciano entre 95 e 96.
Presume-se que a portal central, cujo enorme batente em mármore foi reutilizado como altar na basílica de Santa Maria ad Martyres (o Panteão), fosse originalmente um arco monumental além do qual ficava a sala do trono.

## Função
A posição enfática desta sala no eixo da parte pública do palácio reforça a função de representação ligada às audiências imperiais e às saudações (em italiano:  salutationes). O imperador se apresentava abaixo de uma abside que ressaltava sua majestade e ascendência divina, o "dominus et deus" ("senhor e deus"), como Domiciano gostava de ser chamado.